# Liste des maires de Fougères
La liste des maires de Fougères présente la liste des maires de la commune française de Fougères, située dans le département d'Ille-et-Vilaine en région Bretagne.

## L'Hôtel de ville
L’hôtel de ville de Fougères est installé dans un édifice du XVe siècle, inscrit au titre des monuments historiques depuis 1926.

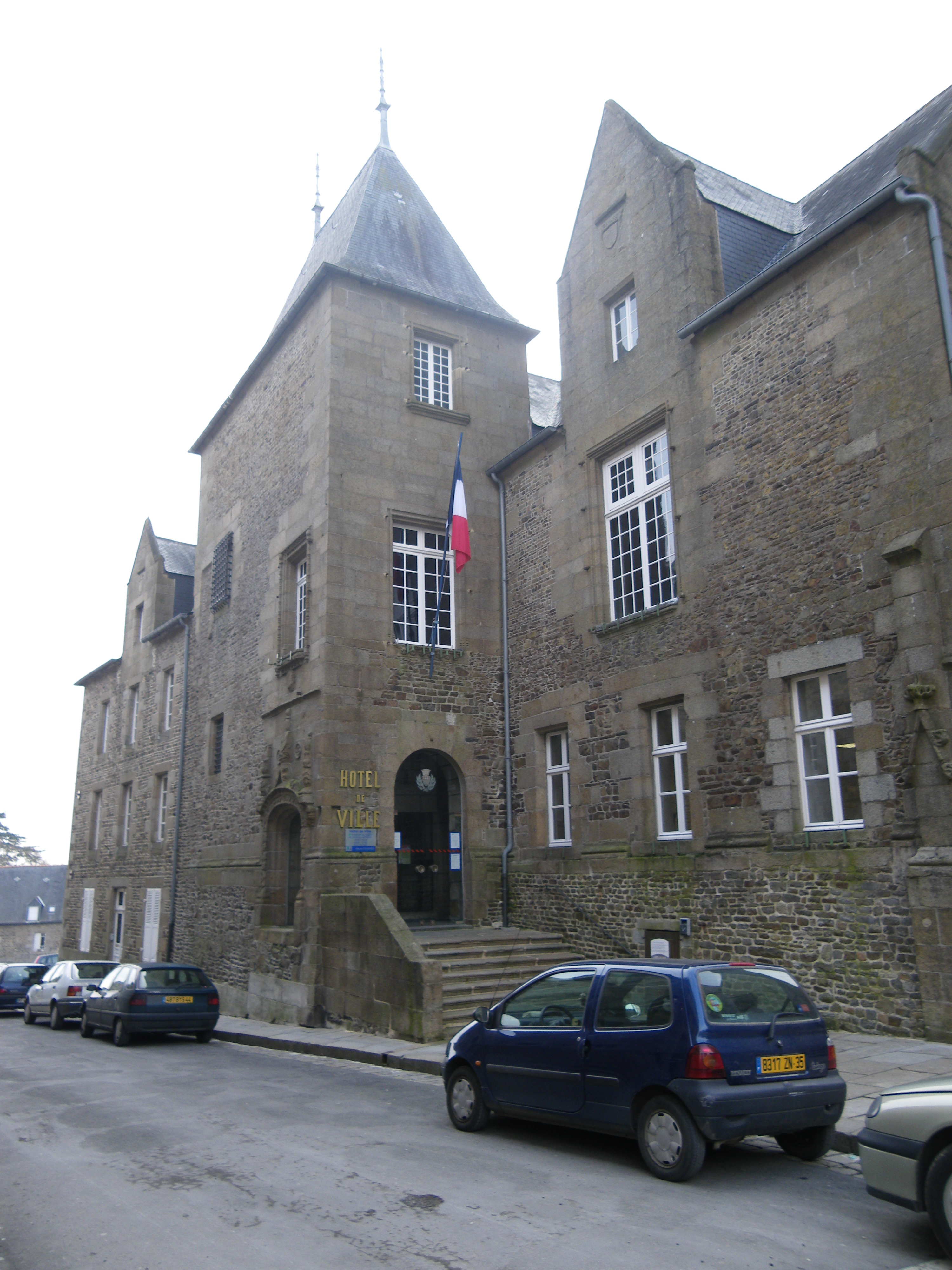
L'hôtel de ville en 2011.

## Liste des maires

### De 1789 à 1944
| Période                                  | Période                       | Identité                                              | Étiquette                           | Qualité |
| ---------------------------------------- | ----------------------------- | ----------------------------------------------------- | ----------------------------------- | --- |
| janvier 1789                             | 1795                          | Denis Lemoine de La Giraudais                         | Tiers état                          | Avocat au Parlement de Bretagne, ancien bâtonnier Président du tribunal de district de Fougères Député de la sénéchaussée de Fougères (1789 → 1791) |
| 1795                                     | 1803                          | Julien Loysel                                         |                                     | |
| 14 février 1803                          | 27 octobre 1805               | Louis Binel de La Jannière                            |                                     | Propriétaire |
| Les données manquantes sont à compléter. |                               |                                                       |                                     | |
| Maire en 1835                            | ?                             | M. Malherbe                                           |                                     | Avocat |
| Les données manquantes sont à compléter. |                               |                                                       |                                     | |
| 1845                                     | ?                             | François Aristide Martin                              |                                     | |
| 1848                                     | 1855                          | Joseph-Ambroise Couyer de la Chesnardière (1813-1892) | Bonapartiste                        | Avocat, ancien bâtonnier Conseiller général de Fougères-Nord (1861 → 1871)                                                                          |
| Les données manquantes sont à compléter. |                               |                                                       |                                     | |
| 1864                                     | 1874                          | Charles Philippe de Bordes de Chalandrey (1825-?)     | Bonapartiste                        | Conseiller général de Fougères-Sud (1864 → 1874) Chevalier de la Légion d'honneur                                                                   |
| 1874                                     | 1878                          | Honoré Bertin                                         | Droite                              | Propriétaire Conseiller général de Fougères-Sud (1874 → 1898)                                                                                       |
| 1878                                     | 1879                          | Auguste Riban                                         | Républicain                         | |
| 1879                                     | 1885                          | Jules Brochet                                         |                                     | |
| 1885                                     | 1889                          | Alexandre Tropée                                      |                                     | |
| ?                                        | ?                             | Frédéric Dorange                                      |                                     | |
| 1889                                     | 1893                          | Alfred Barbotin                                       |                                     | |
| 25 février 1893                          | 3 mai 1902 (démission)        | Alfred Bazillon                                       | Rép.prog.                           | Propriétaire Député d'Ille-et-Vilaine (1898 → 1902)                                                                                                 |
| 25 mai 1902                              | 15 mai 1904                   | Gaspard Petit                                         |                                     | Propriétaire Chevalier de la Légion d'honneur |
| 15 mai 1904                              | 10 janvier 1907 (démission)   | Louis Desrues (1859-1934)                             | Liste de Concentration républicaine | Négociant en vins |
| 17 mars 1907                             | 24 novembre 1909 (décès)      | Jean-Marie Dauguet                                    | Républicain                         | Négociant Conseiller général de Saint-Brice-en-Coglès (1901 → 1909) Maire par intérim du 10 janvier au 17 mars 1907                                 |
| 2 janvier 1910                           | 12 mai 1912                   | Hippolyte Guilmin                                     |                                     | Avocat à la Cour d'appel de Paris |
| 12 mai 1912                              | 28 septembre 1913             | Albert Haslé                                          | Républicain                         | Docteur en médecine |
| 28 septembre 1913                        | 6 avril 1919 (décès)          | Julien Gobé                                           | Liste d'Union Républicaine          | Instituteur puis directeur d'école |
| 10 décembre 1919                         | 12 mai 1925                   | René Cordier                                          | Liste d'Union Républicaine          | Industriel de la chaussure |
| 24 mai 1925                              | 22 octobre 1933 (démission)   | Armand Woelffel                                       | Rad.                                | Professeur d'allemand |
| 10 décembre 1933                         | 24 septembre 1940 (démission) | Henri Rebuffé                                         | Rad.-soc.                           | Directeur de La Chronique de Fougères |
| janvier 1941                             | 1944                          | Léon Hamard-Pacory                                    |                                     | Industriel de la chaussure, vice-président de la FNICF Nommé par le Régime de Vichy. Frappé d'inéligibilité en avril 1945                           |
| Les données manquantes sont à compléter. |                               |                                                       |                                     | |

### Depuis 1944
Depuis la Libération, six maires se sont succédé à la tête de la ville.
| Période         | Période                    | Identité          | Étiquette    | Qualité |
| --------------- | -------------------------- | ----------------- | ------------ | --- |
| 19 octobre 1944 | 26 octobre 1947            | Henri Rebuffé     | Rad.         | Directeur de La Chronique de Fougères Président de la délégation spéciale |
| 26 octobre 1947 | 21 mars 1965               | Hippolyte Réhault | MRP          | Industriel de la chaussure Conseiller de la République d'Ille-et-Vilaine (1946 → 1948) |
| 21 mars 1965    | 21 mars 1971               | Jean Madelain     | CD puis CDS  | Directeur d'usine Sénateur d'Ille-et-Vilaine (1980 → 1998) Conseiller général de Fougères-Nord (1964 → 1988) Président du District urbain de Fougères (1967 → 1971) |
| 21 mars 1971    | 13 mars 1983               | Michel Cointat    | UDR puis RPR | Ingénieur agronome, ministre Député de la 5e circonscription d'Ille-et-Vilaine (1967 → 1986) Député d'Ille-et-Vilaine (1986 → 1988, élu au scrutin proportionnel) Député de la 6e circonscription d'Ille-et-Vilaine (1988 → 1993) Président du District urbain de Fougères (1971 → 1983) |
| 13 mars 1983    | 29 juin 2007 (démission)   | Jacques Faucheux  | PS           | Travailleur social Conseiller régional de Bretagne (1986 → 2004) |
| 29 juin 2007    | En cours (au 24 juin 2024) | Louis Feuvrier    | DVG puis DVC | Ingénieur EDF retraité Conseiller général de Fougères-Nord (1994 → 2015) Vice-président du conseil général d'Ille-et-Vilaine (2004 → 2015) Président du District puis de Fougères communauté (1983 → 2014) Réélu pour le mandat 2020-2026                                                |

## Biographies des maires

### Biographie du maire actuel
Louis Feuvrier (1948- )
Ingénieur retraité d'EDF, il devient maire de Fougères le 29 juin 2007 à la suite de la démission de Jacques Faucheux. À cette date, il était par ailleurs président de Fougères communauté, conseiller général du canton de Fougères-Nord et vice-président du conseil général d'Ille-et-Vilaine chargé de l’aménagement du territoire. Réélu en 2008 dès le premier tour et en 2014 au second dans une triangulaire, il cède cette année-ci la présidence de l'intercommunalité à Bernard Marboeuf, maire UDI de Lécousse.
Le 15 mars 2020, à la tête d'une liste divers centre intitulée « Nous battre ensemble pour amplifier la dynamique », il est à nouveau reconduit dans ses fonctions au premier tour de scrutin en recueillant 51,16% des suffrages exprimés.

### Biographies des anciens maires
Jacques Faucheux (1937-2013)

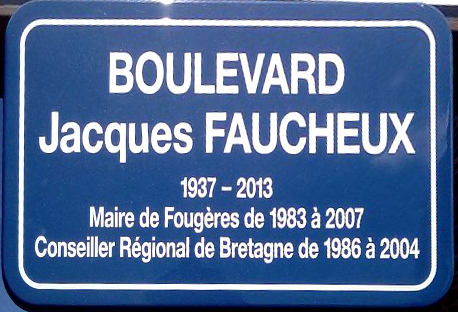
Plaque du boulevard Jacques-Faucheux.

Né à Val-d'Izé, il était licencié en sociologie. Il devint instituteur à Coglès puis animateur social et directeur du centre social de Fougères. En 1977, il fut nommé directeur de l'Office social et culturel rennais (Oscr), fonction qu'il quitta pour se consacrer uniquement à son mandat de maire.
Adhérent du Parti socialiste, il devient premier édile de Fougères en 1983 en battant le maire sortant Michel Cointat et fait ainsi basculer la commune à gauche. Trois ans plus tard, il est élu conseiller régional de Bretagne et restera sur les bancs de l'assemblée régionale jusqu'en 2004. Le 29 juin 2007, il démissionne du conseil municipal et cède son poste à Louis Feuvrier. Il meurt à Chambéry (Savoie) le 29 août 2013 terrassé par un cancer.
Un boulevard de la commune porte son nom depuis 2014.
Michel Cointat (1921-2013)
Gaulliste et membre des différentes formations politiques issues de cette mouvance (UD-Ve, UDR, RPR), il était ingénieur agronome et ingénieur des eaux et forêts. En 1967, lors des élections législatives, il fut élu député de la circonscription fougeraise (5e circonscription), succédant à Jean Le Lann.
Le 7 janvier 1971, il fut nommé ministre de l'Agriculture du gouvernement Chaban-Delmas en remplacement de Jacques Duhamel. La même année, il devint maire de la commune et le restera pendant deux mandats. Quelques années plus tard, on lui confia le portefeuille du Commerce extérieur au sein du gouvernement Barre III et le conserva jusqu'à l'arrivée des socialistes au pouvoir.
Lors des élections municipales de 1983, il est battu par le candidat de la gauche Jacques Faucheux. Toujours député, il est réélu au scrutin proportionnel lors des élections législatives de 1986 et en 1988 dans la 6e circonscription.
En 1993, il est battu par son ancienne suppléante Marie-Thérèse Boisseau alors candidate dissidente de l'UDF. Il meurt le 17 novembre 2013 à Saint-Mandé dans le département du Val-de-Marne.
Jean Madelain (1924- )
Directeur de la cristallerie de Fougères, il commence sa carrière politique en étant élu conseiller général du canton de Fougères-Nord en 1964 sous l'étiquette du Centre démocrate. L'année suivante, il devient maire CDS de la commune et effectuera un seul mandat.
Le 28 septembre 1980, il est élu sénateur d'Ille-et-Vilaine et siège dans le groupe de l'Union Centriste. Réélu en 1989, il se représente pas en 1998.
Hippolyte Réhault (1897-1976)
Né à Fougères le 26 mars 1897, il fut un important industriel de la chaussure et dirigea l'usine fondée par ses parents. En 1943, il fut arrêté à la suite de l’attentat de la feldgendarmerie de Fougères et déporté en septembre de la même année à Buchenwald, Dora et Bergen-Belsen. Il fut libéré le 15 avril 1945.
Revenu des camps de la mort, il fut l'artisan de la reconstruction de la ville après les bombardements des 6 et 8 juin 1944 qui détruisirent 80% de la commune. En 1946, il fit son entrée à la chambre haute en devenant conseiller de la République (sénateur) d'Ille-et-Vilaine et le sera deux années durant. L'année suivante, il fut élu maire de Fougères après trois tours de scrutin (14 voix sur 27) et succéda au radical Henri Rebuffé. Il fut réélu en avril 1953 et en mars 1959.
Il meurt à Rennes le 31 décembre 1976.
Henri Rebuffé (1876-1951)
Typographe puis directeur de l'imprimerie de La Chronique de Fougères, il prit les rênes du journal en 1903 après le décès de François Depasse. Républicain et défenseur acharné de la séparation de l'Église et de l'État, il s'engagea dans l'artillerie en 1914.
Candidat en deuxième position sur la liste d'Armand Woelffel lors des élections municipales de 1929, il fut élu conseiller municipal de Fougères. Cependant, les relations se tendirent très vite avec le maire Woelffel après deux défaites aux législatives (1928 et 1932) qu'il attribua à ce dernier. Il démissionna ainsi du conseil municipal.
Il devint maire une première fois à la suite de l'élection partielle des 22 et 29 octobre 1933, où sa liste est élue à la majorité absolue, et le demeurera jusqu'au 24 septembre 1940, date de sa démission qui fut exigée par l'occupant allemand. Léon Hamard-Pacory le remplaça. En 1944, sur proposition du Comité départemental de la Résistance, il fut réintégré dans ses fonctions par le préfet d'Ille-et-Vilaine et présida la délégation spéciale. Un an plus tard, à la tête d'une large liste d'union, il reporta les élections municipales. Il ne fut pas reconduit en 1947.
Il mourut à Fougères le 23 octobre 1951.

## Conseil municipal actuel
Les 35 sièges composant le conseil municipal de Fougères ont été pourvus le 15 mars 2020 à l'issue du premier tour de scrutin. Actuellement, il est réparti comme suit :

Composition du conseil municipal de Fougères pour la mandature 2020-2026
DVG (Divers gauche, PCF-LFI)
DVC (Divers centre, PS-LREM)
DVD (Divers droite, LR-UDI)
RN (Rassemblement national)

## Résultats des élections municipales

### Élection municipale de 2020
À cause de la pandémie de Covid-19, les conseils municipaux d'installation (dans les communes pourvues au premier tour) n'ont pu avoir lieu dans les délais habituels. Un décret publié au JORF du 15 mai 2020 en a ainsi fixé la tenue entre les 23 et 28 mai. À Fougères, il a eu lieu le 25 mai 2020.
|                                                          | Louis Feuvrier *   | PS-LREM     | 2 539  | 51,16  | 27 | 17 |  |  |
| Nous battre ensemble pour amplifier la dynamique         |                    |             | 2 539  | 51,16  | 27 | 17 |  |  |
|                                                          | Antoine Madec      | DVD-LR-UDI  | 929    | 18,72  | 3  | 2  |  |  |
| Fougères, avec vous !                                    |                    |             | 929    | 18,72  | 3  | 2  |  |  |
|                                                          | Elsa Lafaye        | PCF-FI-DVG  | 839    | 16,90  | 3  | 1  |  |  |
| 20 000 maires pour Fougères                              |                    |             | 839    | 16,90  | 3  | 1  |  |  |
|                                                          | Virginie d’Orsanne | RN          | 537    | 10,82  | 2  | 1  |  |  |
| Rassemblement pour Fougères                              |                    |             | 537    | 10,82  | 2  | 1  |  |  |
|                                                          | Ludovic Hubert     | LO          | 118    | 2,37   |    |    |  |  |
| Lutte ouvrière - Faire entendre le camp des travailleurs |                    |             | 118    | 2,37   |    |    |  |  |
|                                                          |                    |             |        |        |    |    |  |  |
| Inscrits                                                 | Inscrits           | Inscrits    | 13 484 | 100,00 |    |    |  |  |
| Abstentions                                              | Abstentions        | Abstentions | 8 361  | 62,01  |    |    |  |  |
| Votants                                                  | Votants            | Votants     | 5 123  | 37,99  |    |    |  |  |
| Blancs                                                   | Blancs             | Blancs      | 40     | 0,78   |    |    |  |  |
| Nuls                                                     | Nuls               | Nuls        | 121    | 2,36   |    |    |  |  |
| Exprimés                                                 | Exprimés           | Exprimés    | 4 962  | 96,86  |    |    |  |  |
| * Liste du maire sortant                                 |                    |             |        |        |    |    |  |  |

### Élection municipale de 2014
|                                                   |                   |                |              |              |             |             |        |        |  |
| Tête de liste                                     | Tête de liste     | Liste          | Premier tour | Premier tour | Second tour | Second tour | Sièges | Sièges |  |
| Tête de liste                                     | Tête de liste     | Liste          | Voix         | %            | Voix        | %           | CM     | CC     |  |
|                                                   | Louis Feuvrier *  | DVG            | 3 599        | 42,70        | 4 144       | 48,31       | 25     | 13     |  |
| Se battre et réussir ensemble avec Louis Feuvrier |                   |                | 3 599        | 42,70        | 4 144       | 48,31       | 25     | 13     |  |
|                                                   | Isabelle Biard    | DVD            | 2 616        | 31,03        | 3 015       | 35,15       | 6      | 3      |  |
| Fougères autrement                                |                   |                | 2 616        | 31,03        | 3 015       | 35,15       | 6      | 3      |  |
|                                                   | Gilles Pennelle   | FN             | 1 428        | 16,94        | 1 418       | 16,53       | 2      | 1      |  |
| Rassemblement Bleu Marine pour Fougères           |                   |                | 1 428        | 16,94        | 1 418       | 16,53       | 2      | 1      |  |
|                                                   | Patricia Gressent | DVG            | 785          | 9,31         |             |             |        |        |  |
| Énergies collectives                              |                   |                | 785          | 9,31         |             |             |        |        |  |
|                                                   |                   |                |              |              |             |             |        |        |  |
| Inscrits                                          | Inscrits          | Inscrits       | 14 313       | 100,00       | 14 313      | 100,00      |        |        |  |
| Abstentions                                       | Abstentions       | Abstentions    | 5 620        | 39,27        | 5 451       | 38,08       |        |        |  |
| Votants                                           | Votants           | Votants        | 8 693        | 60,73        | 8 862       | 61,92       |        |        |  |
| Blancs et nuls                                    | Blancs et nuls    | Blancs et nuls | 265          | 3,05         | 285         | 3,22        |        |        |  |
| Exprimés                                          | Exprimés          | Exprimés       | 8 428        | 96,95        | 8 577       | 96,78       |        |        |  |
| * Liste du maire sortant                          |                   |                |              |              |             |             |        |        |  |

### Élection municipale de 2008
|                                                                         |                  |                      |              |              |        |        |  |  |  |
| Tête de liste                                                           | Tête de liste    | Liste                | Premier tour | Premier tour | Sièges | Sièges |  |  |  |
| Tête de liste                                                           | Tête de liste    | Liste                | Voix         | %            | CM     |        |  |  |  |
|                                                                         | Louis Feuvrier * | PS-PCF-Verts-PRG-UDB | 5 765        | 64,35        | 29     |        |  |  |  |
| Ensemble avec Louis Feuvrier, un nouvel élan pour plus de développement |                  |                      | 5 765        | 64,35        | 29     |        |  |  |  |
|                                                                         | Isabelle Biard   | DVD-UMP              | 3 194        | 35,65        | 6      |        |  |  |  |
| Pour Fougères, vos énergies, notre action                               |                  |                      | 3 194        | 35,65        | 6      |        |  |  |  |
|                                                                         |                  |                      |              |              |        |        |  |  |  |
| Inscrits                                                                | Inscrits         | Inscrits             | 15 547       | 100,00       |        |        |  |  |  |
| Abstentions                                                             | Abstentions      | Abstentions          | 6 160        | 39,62        |        |        |  |  |  |
| Votants                                                                 | Votants          | Votants              | 9 387        | 60,38        |        |        |  |  |  |
| Blancs ou nuls                                                          | Blancs ou nuls   | Blancs ou nuls       | 428          | 4,56         |        |        |  |  |  |
| Exprimés                                                                | Exprimés         | Exprimés             | 8 959        | 95,44        |        |        |  |  |  |
| * Liste du maire sortant                                                |                  |                      |              |              |        |        |  |  |  |

### Élection municipale de 2001
|                                                       |                    |                |              |              |             |             |        |        |  |
| Tête de liste                                         | Tête de liste      | Liste          | Premier tour | Premier tour | Second tour | Second tour | Sièges | Sièges |  |
| Tête de liste                                         | Tête de liste      | Liste          | Voix         | %            | Voix        | %           | CM     |        |  |
|                                                       | Jacques Faucheux * | PS-PCF-LV-DVG  | 4 293        | 46,20        | 4 981       | 53,09       | 27     |        |  |
| Réussir Fougères ensemble dans le district et le pays |                    |                | 4 293        | 46,20        | 4 981       | 53,09       | 27     |        |  |
|                                                       | Philippe Coirre    | DVD-RPR-UDF    | 2 905        | 31,26        | 4 401       | 46,91       | 8      |        |  |
| Osons Fougères                                        |                    |                | 2 905        | 31,26        | 4 401       | 46,91       | 8      |        |  |
|                                                       | Rémy Allain        | SE-DVD         | 2 095        | 22,54        |             |             |        |        |  |
| Tous pour Fougères                                    |                    |                | 2 095        | 22,54        |             |             |        |        |  |
|                                                       |                    |                |              |              |             |             |        |        |  |
| Inscrits                                              | Inscrits           | Inscrits       | 15 932       | 100,00       | 15 932      | 100,00      |        |        |  |
| Abstentions                                           | Abstentions        | Abstentions    | 6 045        | 37,94        | 6 003       | 37,68       |        |        |  |
| Votants                                               | Votants            | Votants        | 9 887        | 62,06        | 9 929       | 62,32       |        |        |  |
| Blancs ou nuls                                        | Blancs ou nuls     | Blancs ou nuls | 594          | 6,01         | 547         | 5,51        |        |        |  |
| Exprimés                                              | Exprimés           | Exprimés       | 9 293        | 93,99        | 9 382       | 94,49       |        |        |  |
| * Liste du maire sortant                              |                    |                |              |              |             |             |        |        |  |

### Élection municipale de 1995
|                                    |                   |                   |              |              |        |        |  |  |  |
| Tête de liste                      | Tête de liste     | Liste             | Premier tour | Premier tour | Sièges | Sièges |  |  |  |
| Tête de liste                      | Tête de liste     | Liste             | Voix         | %            | CM     |        |  |  |  |
|                                    | Jacques Faucheux  | PS-PCF-LV-Radical | 6 328        | 59,95        | 28     |        |  |  |  |
| Agir ensemble pour Fougères        |                   |                   | 6 328        | 59,95        | 28     |        |  |  |  |
|                                    | Michel Desroziers | RPR-CDS           | 4 227        | 40,05        | 7      |        |  |  |  |
| Fougères debout - Fougères d'abord |                   |                   | 4 227        | 40,05        | 7      |        |  |  |  |
|                                    |                   |                   |              |              |        |        |  |  |  |
| Inscrits                           | Inscrits          | Inscrits          | 16 533       | 100,00       |        |        |  |  |  |
| Abstentions                        | Abstentions       | Abstentions       | 5 454        | 32,99        |        |        |  |  |  |
| Votants                            | Votants           | Votants           | 11 079       | 67,01        |        |        |  |  |  |
| Blancs ou nuls                     | Blancs ou nuls    | Blancs ou nuls    | 524          | 4,73         |        |        |  |  |  |
| Exprimés                           | Exprimés          | Exprimés          | 10 555       | 95,27        |        |        |  |  |  |
| * Liste du maire sortant           |                   |                   |              |              |        |        |  |  |  |

### Élection municipale de 1989
|                                       |                        |             |              |              |        |        |  |  |  |
| Tête de liste                         | Tête de liste          | Liste       | Premier tour | Premier tour | Sièges | Sièges |  |  |  |
| Tête de liste                         | Tête de liste          | Liste       | Voix         | %            | CM     |        |  |  |  |
|                                       | Jacques Faucheux *     | PS-PCF-MRG  | 7 393        | 59,72        | 28     |        |  |  |  |
| Réussir Fougères ensemble             |                        |             | 7 393        | 59,72        | 28     |        |  |  |  |
|                                       | Marie-Thérèse Boisseau | UDF-RPR     | 4 986        | 40,28        | 7      |        |  |  |  |
| Former, développer, créer des emplois |                        |             | 4 986        | 40,28        | 7      |        |  |  |  |
|                                       |                        |             |              |              |        |        |  |  |  |
| Inscrits                              | Inscrits               | Inscrits    | 16 851       | 100,00       |        |        |  |  |  |
| Abstentions                           | Abstentions            | Abstentions | 4 039        | 23,97        |        |        |  |  |  |
| Votants                               | Votants                | Votants     | 12 812       | 76,03        |        |        |  |  |  |
| Nuls                                  | Nuls                   | Nuls        | 433          | 2,57         |        |        |  |  |  |
| Exprimés                              | Exprimés               | Exprimés    | 12 379       | 73,46        |        |        |  |  |  |
| * Liste du maire sortant              |                        |             |              |              |        |        |  |  |  |

### Élection municipale de 1983
|                                          |                  |             |              |              |             |             |        |        |  |
| Tête de liste                            | Tête de liste    | Liste       | Premier tour | Premier tour | Second tour | Second tour | Sièges | Sièges |  |
| Tête de liste                            | Tête de liste    | Liste       | Voix         | %            | Voix        | %           | CM     |        |  |
|                                          | Michel Cointat * | RPR-CDS     | 5 536        | 42,69        | 6 587       | 48,13       | 8      |        |  |
| Union pour Fougères, ville moderne       |                  |             | 5 536        | 42,69        | 6 587       | 48,13       | 8      |        |  |
|                                          | Jacques Faucheux | PS-PCF-PSU  | 4 322        | 33,35        | 7 099       | 51,87       | 27     |        |  |
| Fougères ensemble et autrement           |                  |             | 4 322        | 33,35        | 7 099       | 51,87       | 27     |        |  |
|                                          | Louis Feuvrier   | MDD-MRG     | 3 107        | 23,96        |             |             |        |        |  |
| Unir les Fougerais pour réussir Fougères |                  |             | 3 107        | 23,96        |             |             |        |        |  |
|                                          |                  |             |              |              |             |             |        |        |  |
| Inscrits                                 | Inscrits         | Inscrits    | 17 628       | 100,00       | 17 628      | 100,00      |        |        |  |
| Abstentions                              | Abstentions      | Abstentions | 4 120        | 23,37        | 3 594       | 20,39       |        |        |  |
| Votants                                  | Votants          | Votants     | 13 508       | 76,63        | 14 034      | 79,61       |        |        |  |
| Nuls                                     | Nuls             | Nuls        | 543          | 3,08         | 348         | 1,97        |        |        |  |
| Exprimés                                 | Exprimés         | Exprimés    | 12 965       | 73,55        | 13 686      | 77,64       |        |        |  |
| * Liste du maire sortant                 |                  |             |              |              |             |             |        |        |  |

### Élection municipale de 1977
|                             |                      |             |              |              |             |             |           |        |  |
| Tête de liste               | Tête de liste        | Liste       | Premier tour | Premier tour | Second tour | Second tour | Sièges    | Sièges |  |
| Tête de liste               | Tête de liste        | Liste       | Voix         | %            | Voix        | %           | CM        |        |  |
|                             | Michel Cointat *     | RPR         | 4 929        | 35,30        | 6 130       | 42,60       | 24 (0/24) |        |  |
| Fougères ville moderne      |                      |             | 4 929        | 35,30        | 6 130       | 42,60       | 24 (0/24) |        |  |
|                             | Jean-Claude Guillerm | PCF-PS (UG) | 4 343        | 31,11        | 5 320       | 36,97       | 3 (0/3)   |        |  |
| Liste d'union de la gauche  |                      |             | 4 343        | 31,11        | 5 320       | 36,97       | 3 (0/3)   |        |  |
|                             | Yves Corvaisier      | DVD         | 3 075        | 22,02        | 2 165       | 15,05       | 0 (0/0)   |        |  |
| Fougères renouveau          |                      |             | 3 075        | 22,02        | 2 165       | 15,05       | 0 (0/0)   |        |  |
|                             | Louis Feuvrier       | MDD         | 1 245        | 8,92         | 499         | 3,47        | 0 (0/0)   |        |  |
| Fougères démocratie vivante |                      |             | 1 245        | 8,92         | 499         | 3,47        | 0 (0/0)   |        |  |
|                             |                      |             |              |              |             |             |           |        |  |
| Inscrits                    | Inscrits             | Inscrits    | 18 071       | 100,00       | 18 071      | 100,00      |           |        |  |
| Abstentions                 | Abstentions          | Abstentions | 3 636        | 20,12        | 3 376       | 18,68       |           |        |  |
| Votants                     | Votants              | Votants     | 14 435       | 79,88        | 14 695      | 81,32       |           |        |  |
| Exprimés                    | Exprimés             | Exprimés    | 13 961       | 77,25        | 14 389      | 79,62       |           |        |  |
| * Liste du maire sortant    |                      |             |              |              |             |             |           |        |  |